# 火车南站街道 (邵阳市)
火车南站街道是中华人民共和国湖南省邵陽市大祥区下辖的一个街道办事处。

## 行政区划
火车南站街道下辖以下村级行政区划单位：
祭旗社区、红星社区、九十亭社区和铜铃社区。